# ウェディング・テーブル
『ウェディング・テーブル』（原題:Table 19）は2017年に公開されたアメリカ合衆国のコメディ映画である。監督はジェフリー・ブリッツ、主演はアナ・ケンドリックが務めた。本作は日本国内で劇場公開されなかったが、Amazonプライム・ビデオでの配信が行われている。

## 概略
エロイーズ・マクギャリーは長年の友人（フランシー）の結婚式に複雑な気分で参列していた。それは新郎新婦から最も遠い19番テーブルに座らされたためでもあったが、それだけではなかった。元々、エロイーズは新婦の付添人を務める予定だったが、式の2ヶ月前に恋人のテディと破局してしまった。テディは新郎の兄として付添人を務めることになっていたため、エロイーズは新婦の付添人を辞退した。ところが、その後釜に座ったのはテディの新しい恋人、ニッキーであった。仲睦まじいテディとニッキーの姿が目に入るたび、エロイーズは不快感を覚えずにはおれなかったのである。
さらに悪いことに、エロイーズが同席することになった人たちは風変わりな人ばかりであった。内心うんざりしたエロイーズだったが、彼/彼女らとの出会いが思わぬ幸運をもたらすのだった。

## キャスト
※括弧内は日本語吹き替え
- エロイーズ・マクギャリー：アナ・ケンドリック（白石涼子）
- ジェリー・ケップ：クレイグ・ロビンソン（乃村健次）
- ジョー・フラナガン：ジューン・スキッブ（谷育子）
- ビーナ・ケップ：リサ・クドロー（渡辺美佐）
- ウォルター・シンブル：スティーヴン・マーチャント（平川大輔）
- レンゾ・エックバーグ：トニー・レヴォロリ（井上優）
- テッド：ワイアット・ラッセル（高橋英則）
- ニッキー：アマンダ・クルー
- ハック：トーマス・コッケレル
- キャロル・ミルナー：ベッキー・アン・ベイカー
- ルーク・ファフラー：アンディ・デイリー
- ケイト・ミルナー：マリア・セイヤー（相川奈都姫）
- ドニー・ハクジク：アンディ・ブリッツ
- フランシー・ミルナー：リア・マイヤーズ
- フリーダ・エックバーグ：マーゴ・マーティンデイル

## 製作
2009年4月4日、マーク・デュプラスとジェイ・デュプラスが本作の監督に起用されたと報じられたが、両名は後に降板した。2011年10月27日、ジェフリー・ブリッツに本作の監督オファーが出ているとの報道があった。2015年3月24日、本作の主要キャストが発表された。
本作の主要撮影は2015年3月27日にジョージア州アトランタで始まり、同年4月30日に終了した。2016年2月2日、ジョン・スウィハートが本作で使用される楽曲を手がけるとの報道があった。2017年3月3日、グラスノート・レコーズが本作のサウンドトラックを発売した。

## 公開・興行収入
当初、本作は2017年1月20日に全米公開される予定だったが、後に公開日は同年3月3日に延期された。
2016年7月8日、本作のオフィシャル・トレイラーが公開された。2017年3月3日、本作は全米868館で封切られ、公開初週末に159万ドルを稼ぎ出し、週末興行収入ランキング初登場17位となった。

## 評価
本作に対する批評家の評価は芳しいものではない。映画批評集積サイトのRotten Tomatoesには118件のレビューがあり、批評家支持率は25%、平均点は10点満点で4.6点となっている。サイト側による批評家の見解の要約は「実際に結婚式で見知らぬ人とテーブルを囲んで座るより、『ウェディング・テーブル』を鑑賞した方が少しは楽しめるだろう。ただ、同作を鑑賞する際には結婚式のときのようなオープンバーはまずなく、酒で気分を紛らわせることはできないのだが。」となっている。また、Metacriticには29件のレビューがあり、加重平均値は40/100となっている。